# Сокјеве
Сокјеве (итал. Socchieve) је насеље у Италији у округу Удине, региону Фурланија-Јулијска крајина.
Према процени из 2011. у насељу је живело 320 становника. Насеље се налази на надморској висини од 410 м.

## Становништво
Према резултатима пописа становништва 2011. у општини је живело 941 становника.
| 1936. | 1951. | 1961. | 1971. | 1981. | 1991. | 2001. | 2011. |
| ----- | ----- | ----- | ----- | ----- | ----- | ----- | ----- |
| 2.178 | 2.253 | 2.002 | 1.601 | 1.268 | 1.064 | 1.023 | 941   |